# Mickey Blue Eyes
Mickey Blue Eyes (Brasil: Mickey Olhos Azuis ) é uma comédia romântica policial anglo-americana produzida em 1999 e dirigida por Kelly Makin. Hugh Grant interpreta Michael Felgate, um leiloeiro inglês vivendo em Nova Iorque que de repente se vê envolvido com as conexões mafiosas de seu futuro sogro.
A origem do título do filme se deve à necessidade do personagem de Grant interpretar um gangster conhecido por "Pequeno grande Mickey olhos azuis de Kansas City". Diversos atores, que interpretaram personagens coadjuvantes no filme, foram chamados para participar do seriado Os Sopranos.

## Enredo
Michael Felgate é um leiloeiro inglês que mora em Nova York, onde administra a casa de leilões Cromwell. Ele propõe casamento a sua namorada Gina Vitale, mas fica chocado ao ser rejeitado. Gina explica em lágrimas que seu pai, Frank, e a maioria de seus primos e tios são gângsteres profundamente envolvidos em uma família criminosa da Máfia, e ela está preocupada que Michael possa ser sugado para o mundo deles. Michael responde que não vai permitir que isso aconteça, mas a festa de noivado acaba mal antes de ele estar involuntariamente envolvido em um esquema de lavagem de dinheiro, e logo o FBI se interessa por ele.
Quando um dos golpes de lavagem de dinheiro na casa de leilões de Michael dá errado, o primo de Gina, Johnny, confronta e agride Michael. Gina pega sua arma e dispara um tiro de advertência no teto, que ricocheteia e acidentalmente mata Johnny. O pai de Johnny, Vito, descobre, e ele diz a Frank que ele matará Gina, a menos que Frank mate Michael durante seu discurso de casamento. Incapaz de realizar a escritura, Frank confessa o que Vito ordenou que fizesse a Michael e os dois se voltaram para o FBI em troca de proteção. O FBI montou uma operação elaborada na qual a execução de Michael será falsificada na recepção do casamento. Michael é dado um dispositivo de gravação oculto e é encarregado de tentar gravar Vito em admitir sua atividade criminal em fita antes de ser "executado".
O plano de Michael falha, e quando Vito percebe que sua execução é uma encenação, ele ordena que Vinnie mate Michael. Vinnie atira Gina no que parece ser um acidente. Vito é preso por ordenar a execução de Michael. Enquanto Frank e Michael lamentam a morte aparente de Gina na traseira de sua ambulância, é revelado que sua morte também foi falsa, e que Vinnie e Gina também estavam envolvidos com o FBI como um plano de apoio.

## Elenco
- Hugh Grant - Michael Felgate
- James Caan - Frank Vitale
- Jeanne Tripplehorn - Gina Vitale
- Burt Young - Vito Graziosi
- James Fox - Philip Cromwell
- Joe Viterelli - Vinnie D'Agostino
- Gerry Becker - agente do FBI Bob Connell
- Maddie Corman - Carol
- Tony Darrow - Angelo
- Paul Lazar - Ritchie Vitale
- Vincent Pastore - Al
- Frank Pellegrino - Sante
- Scott Thompson - agente do FBI Lewis
- John Ventimiglia - Johnny Graziosi
- Margaret Devine - Helen
- Beatrice Winde - Mrs. Horton

## Recepção
O filme arrecadou US$10,178,289 em seu fim de semana de estreia, e arrecadou US$33,864,342 nos EUA e um total de US$54,264,342 internacionalmente.
Comentários do filme foram misturados. Atualmente, detém uma taxa de aprovação de 45% no Rotten Tomatoes com base em 76 avaliações (34 positivas, 42 negativas).

## Links paraThe Sopranos
O filme é notável pelo número de atores que apareceriam na série de TV da HBO, The Sopranos, incluindo:
- Tony Sirico - Paulie Gualtieri
- John Ventimiglia - Artie Bucco
- Vincent Pastore - Sal "Big Pussy" Bonpensiero
- Aida Turturro - Janice Soprano
- Frank Pellegrino - Bureau Chief Frank Cubitoso
- Joseph R. Gannascoli - Vito Spatafore
- Burt Young - Robert "Bobby" Baccalieri, Sr.
- Tony Darrow - Lawrence "Larry Boy" Barese

O filme é mencionado pelo nome no episódio D-Girl da Família Soprano, Amy explica a Christopher que não há uma demanda por roteiros relacionados à máfia por causa deste filme
Jeanne Tripplehorn passou a estrelar Big Love, também é uma série da HBO.